# Ястребовка (Калужская область)
Я́стребовка — деревня в Ферзиковском районе Калужской области России. Является центром сельского поселения «Деревня Ястребовка».

## История
В XVIII веке деревня входила в состав Карачаевской волости Калужского уезда.
По данным на 1859 год, деревня Ястребовка состояла из 18 дворов, где проживало 66 мужчин и 81 женщина (всего 147 человек). 
В 1896 году в деревне проживало 85 мужчин и 95 женщин (всего 180 человек).
В Списке населённых пунктов Калужской губернии 1914 года деревня числится как населённый пункт с земской школой и проживающими 105 мужчинами и 115 женщинами (всего 220 человек).
В 1932 году в деревне был образован первый колхоз.
В 1954 году были построены библиотека и фельдшерско-акушерский пункт.
В 1983 году был построен сельсовет (ныне администрация сельского поселения «Деревня Ястребовка»).
В 2002 году установлена мемориальная доска в память о дважды Герое Советского Союза Карпове Александре Терентьевиче.